# Copa Davis 2024
La Copa Davis 2024, també coneguda com a Davis Cup 2024, correspon a la 111a edició del torneig de tennis masculí més important per nacions.

## Davis Cup Finals
- Fase grups:
  - 10-15 de setembre de 2024
- Fase final:
  - 19-24 de novembre de 2024

16 equips nacionals participen en l'esdeveniment classificats de la següent forma:
- 2 equips finalistes de les finals de l'edició anterior (Austràlia, Itàlia).
- 12 equips guanyadors de la fase de classificació.
- 2 equips convidats (Regne Unit, Espanya).

| Alemanya      | Argentina          | Austràlia (F) | Bèlgica         |
| Brasil        | Canadà             | Eslovàquia    | Espanya (A) (C) |
| Estats Units  | Finlàndia          | França        | Itàlia (G) (A)  |
| Països Baixos | Regne Unit (A) (C) | Txèquia       | Xile            |

### Fase de grups
| Grup | Primer       | Primer | Primer | Primer | Segon         | Segon | Segon | Segon | Tercer     | Tercer | Tercer | Tercer | Quart      | Quart | Quart | Quart |
| Grup | País         | E      | P      | S      | País          | E     | P     | S     | País       | E      | P      | S      | País       | E     | P     | S     |
| ---- | ------------ | ------ | ------ | ------ | ------------- | ----- | ----- | ----- | ---------- | ------ | ------ | ------ | ---------- | ----- | ----- | ----- |
| A    | Itàlia       | 3−0    | 6−3    | 14−10  | Països Baixos | 1−2   | 4−5   | 12−10 | Bèlgica    | 1−2    | 4−5    | 11−14  | Brasil     | 1−2   | 4−5   | 10−13 |
| B    | Espanya      | 3−0    | 7−2    | 15−9   | Austràlia     | 2−1   | 6−3   | 14−8  | França     | 1−2    | 4−5    | 11−12  | Txèquia    | 0−3   | 1−8   | 6−17  |
| C    | Estats Units | 3−0    | 8−1    | 16−7   | Alemanya      | 2−1   | 7−2   | 15−5  | Xile       | 1−2    | 2−7    | 8−16   | Eslovàquia | 0−3   | 1−8   | 6−17  |
| D    | Canadà       | 3−0    | 7−2    | 15−4   | Argentina     | 2−1   | 6−3   | 12−9  | Regne Unit | 1−2    | 4−5    | 8−10   | Finlàndia  | 0−3   | 1−8   | 4−16  |

### Fase final
|  | Quarts de final | Quarts de final | Quarts de final |                |              | Semifinals | Semifinals     | Semifinals |  |   | Final  | Final | Final |
|  |                 |                 |                 |                |              |            |                |            |  |   |        |       |       |
|  | 21 de novembre  |                 |                 |                |              |            |                |            |  |   |        |       |       |
|  | 1               | Itàlia          | 2               |                |              |            |                |            |  |   |        |       |       |
|  | 1               | Itàlia          | 2               | 23 de novembre |              |            |                |            |  |   |        |       |       |
|  |                 | Argentina       | 1               |                |              |            |                |            |  |   |        |       |       |
|  |                 | Argentina       | 1               | 1              | Itàlia       | 2          |                |            |  |   |        |       |       |
|  | 21 de novembre  |                 |                 | 1              | Itàlia       | 2          |                |            |  |   |        |       |       |
|  |                 | 2               | Austràlia       | 0              |              |            |                |            |  |   |        |       |       |
|  |                 | 2               | Austràlia       | 0              | Estats Units | 1          |                |            |  |   |        |       |       |
|  |                 |                 |                 |                | Estats Units | 1          | 24 de novembre |            |  |   |        |       |       |
|  | 2               | Austràlia       | 2               |                |              |            |                |            |  |   |        |       |       |
|  | 2               | Austràlia       | 2               |                |              |            |                |            |  | 1 | Itàlia | 2     |       |
|  | 20 de novembre  |                 |                 |                |              |            |                |            |  | 1 | Itàlia | 2     |       |
|  |                 |                 | Països Baixos   | 0              |              |            |                |            |  |   |        |       |       |
|  | 4               | Alemanya        | Països Baixos   | 0              | 2            |            |                |            |  |   |        |       |       |
|  | 4               | Alemanya        | 22 de novembre  |                | 2            |            |                |            |  |   |        |       |       |
|  | 3               | Canadà          | 0               |                |              |            |                |            |  |   |        |       |       |
|  | 3               | Canadà          | 0               |                | 4            | Alemanya   | 0              |            |  |   |        |       |       |
|  | 19 de novembre  |                 |                 |                | 4            | Alemanya   | 0              |            |  |   |        |       |       |
|  |                 |                 | Països Baixos   | 2              |              |            |                |            |  |   |        |       |       |
|  |                 | Països Baixos   | Països Baixos   | 2              | 2            |            |                |            |  |   |        |       |       |
|  |                 | Països Baixos   |                 |                | 2            |            |                |            |  |   |        |       |       |
|  |                 | Espanya         | 1               |                |              |            |                |            |  |   |        |       |       |

### Final
| · Itàlia · 2 | Martín Carpena, Màlaga, Espanya 24 de novembre de 2024 Dura interior | Martín Carpena, Màlaga, Espanya 24 de novembre de 2024 Dura interior       | · Països Baixos · 0 |     |   |             |
| \| \| \| \| 1 \| 2 \| 3 \| \| \| - \| ---------------------- \| -------------------------------------------------------------------------- \| ---- \| --- \| - \| ----------- \| \| 1 \| Itàlia · Països Baixos \| Matteo Berrettini Botic van de Zandschulp \| 6 4 \| 6 2 \| \| \| \| 2 \| Itàlia · Països Baixos \| Jannik Sinner Tallon Griekspoor \| 7 62 \| 6 2 \| \| \| \| 3 \| Itàlia · Països Baixos \| Simone Bolelli / Andrea Vavassori Wesley Koolhof / Botic van de Zandschulp \| \| \| \| no disputat \| |                                                                      |                                                                            |                     |     |   |             |
| |                                                                      |                                                                            | 1                   | 2   | 3 |             |
| 1 | Itàlia · Països Baixos                                               | Matteo Berrettini Botic van de Zandschulp                                  | 6 4                 | 6 2 |   |             |
| 2 | Itàlia · Països Baixos                                               | Jannik Sinner Tallon Griekspoor                                            | 7 62                | 6 2 |   |             |
| 3 | Itàlia · Països Baixos                                               | Simone Bolelli / Andrea Vavassori Wesley Koolhof / Botic van de Zandschulp |                     |     |   | no disputat |

## Fase classificació
Dates: 1 i 4 de febrer de 2024
24 equips nacionals participen per classificar-se per la fase final en sèries basades en el format local-visitant tradicional de la Copa Davis per omplir les 12 places restants de la fase final. Equips classificats de la següent forma:
- 12 equips no finalistes en les finals anteriors excepte els equips convidats.
- 12 equips guanyadors del Grup Mundial I continentals.

| Seu (superfície)                                                   | Equip local       | Resultat | Equip visitant   |
| ------------------------------------------------------------------ | ----------------- | -------- | ---------------- |
| IGA Stadium, Montreal, Canadà (dura interior)                      | Canadà (1)        | 3 − 1    | Corea del Sud    |
| Kraljevo Sports Hall, Kraljevo, Sèrbia (terra batuda interior)     | Sèrbia (2)        | 0 − 4    | Eslovàquia       |
| Varaždin Arena, Varaždin, Croàcia (dura interior)                  | Croàcia (3)       | 1 − 3    | Bèlgica          |
| Multifunctional Arena, Tatabánya, Hongria (dura interior)          | Hongria           | 2 − 3    | Alemanya (4)     |
| MartiniPlaza, Groningen, Països Baixos (dura interior)             | Països Baixos (5) | 3 − 2    | Suïssa           |
| Vitality Slezsko, Třinec, Txèquia (dura interior)                  | Txèquia (6)       | 4 − 0    | Israel           |
| SEB Arena, Vílnius, Ucraïna (dura interior)                        | Ucraïna           | 0 − 4    | Estats Units (7) |
| Gatorade Center, Turku, Finlàndia (dura interior)                  | Finlàndia (8)     | 3 − 1    | Portugal         |
| Taipei Tennis Center, Taipei, República de la Xina (dura interior) | Xina Taipei       | 0 − 4    | França (9)       |
| Jockey Club de Rosario, Rosario, Argentina (terra batuda)          | Argentina         | 3 − 2    | Kazakhstan (10)  |
| Helsingborg Arena, Helsingborg, Suècia (dura interior)             | Suècia (11)       | 1 − 3    | Brasil           |
| Estadio Nacional Julio Martínez Prádanos, Santiago, Xile (dura)    | Xile (12)         | 3 − 2    | Perú             |

## Grup Mundial I
Data: 13-15 de setembre de 2024

24 equips nacionals van participar en el Grup Mundial I. Equips classificats de la següent forma:
- 12 equips perdedors de la fase de classificació
- 12 equips guanyadors de la fase de classificació del Grup I

Els 12 equips guanyadors es van classificar pel Grup Mundial I de la següent edició mentre que els 12 perdedors van retornar al Grup Mundial II.
| Seu (superfície)                                                   | Equip local    | Resultat | Equip visitant            |
| ------------------------------------------------------------------ | -------------- | -------- | ------------------------- |
| Aleksandar Nikolic Hall, Belgrad, Sèrbia (dura interior)           | Sèrbia (1)     | 3 − 1    | Grècia                    |
| Arena Varazdin, Varaždin, Croàcia (dura interior)                  | Croàcia (2)    | 4 − 0    | Lituània                  |
| The Royal Tennis Hall, Estocolm, Suècia (dura interior)            | Suècia (3)     | 4 − 0    | Índia                     |
| National Tennis Center, Astanà, Kazakhstan (dura interior)         | Kazakhstan (4) | 1 − 3    | Dinamarca                 |
| CRS Zielona Góra, Zielona Góra, Polònia (dura interior)            | Polònia        | 1 − 3    | Corea del Sud (5)         |
| Swiss Tennis Arena, Biel/Bienne, Suïssa (dura interior)            | Suïssa (6)     | 4 − 0    | Perú                      |
| El Gezira Sporting Club, El Caire, Egipte (terra batuda)           | Egipte         | 2 − 3    | Hongria (7)               |
| Nadderud Arena, Bekkestua, Noruega (dura interior)                 | Noruega        | 3 − 1    | Portugal (8)              |
| Sportaktivpark, Bad Waltersdorf, Àustria (terra batuda)            | Àustria (9)    | 3 − 0    | Turquia                   |
| Taipei Tennis Center, Taipei, República de la Xina (dura interior) | Xina Taipei    | 3 − 2    | Bòsnia i Hercegovina (10) |
| Herodotou Tennis Academy, Làrnaca, Xipre (dura)                    | Israel (11)    | 3 − 1    | Ucraïna                   |
| Ariake Colosseum, Tòquio, Japó (dura)                              | Japó           | 3 − 1    | Colòmbia (12)             |

### Fase de classificació
Dates: 2 i 4 de febrer de 2024
24 equips nacionals van participar en aquesta fase per classificar-se per les dotze places del Grup Mundial I, mentre que els dotze vençuts van disputar el Grup Mundial II. Equips classificats de la següent forma:
- 12 equips perdedors dels Grup Mundial I de l'edició anterior.
- 12 equips guanyadors dels Grup Mundial II de l'edició anterior.

| Seu (superfície)                                             | Equip local    | Resultat | Equip visitant       |
| ------------------------------------------------------------ | -------------- | -------- | -------------------- |
| Club Bellavista Colsubsidio, Bogotà, Colòmbia (terra batuda) | Colòmbia (1)   | 3 − 2    | Luxemburg            |
| Smash Sporting Club, El Caire, Egipte (terra batuda)         | Líban          | 1 − 3    | Japó (2)             |
| UL Sport Arena, Limerick, Irlanda (dura interior)            | Irlanda        | 0 − 4    | Àustria (3)          |
| El Gezira Sporting Club, El Caire, Egipte (terra batuda)     | Egipte         | 3 − 1    | Equador (4)          |
| Gjøvik Olympic Cavern Hall, Gjøvik, Noruega (dura interior)  | Noruega (5)    | 4 − 0    | Letònia              |
| Ano Liosia Olympic Hall, Ano Liosia, Grècia (dura interior)  | Grècia         | 4 − 0    | Romania (6)          |
| Tennis Center Avenue, Burgàs, Bulgària (dura interior)       | Bulgària (7)   | 1 − 3    | Bòsnia i Hercegovina |
| Humo Arena, Taixkent, Uzbekistan (dura interior)             | Uzbekistan (8) | 0 − 4    | Polònia              |
| ASB Tennis Aren, Auckland, Nova Zelanda (dura)               | Nova Zelanda   | 1 − 3    | Turquia (9)          |
| Hacienda San Javier, Zapopan, Mèxic (terra batuda)           | Mèxic          | 1 − 3    | Dinamarca (10)       |
| Pakistan Sports Complex, Islamabad, Pakistan (gespa)         | Pakistan       | 0 − 4    | Índia (11)           |
| SEB Arena, Vílnius, Lituània (dura interior)                 | Lituània (12)  | 3 − 2    | Geòrgia              |

## Grup Mundial II
Data: 13 i 15 de setembre de 2024

24 equips nacionals van participar en el Grup Mundial II. Equips classificats de la següent forma:
- 12 equips perdedors de la fase de classificació del Grup I
- 12 equips guanyadors de la fase de classificació del Grup II

Els 12 equips guanyadors es van classificar pel Grup Mundial II de la següent edició mentre que els 12 perdedors van retornar als play-offs del Grup Mundial II.
| Seu (superfície)                                                           | Equip local      | Resultat | Equip visitant  |
| -------------------------------------------------------------------------- | ---------------- | -------- | --------------- |
| Sala Polivalenta Craiova, Craiova, Romania (dura interior)                 | Romania (1)      | 3 − 2    | R.P. de la Xina |
| Victoria Park Tennis Stadium, Hong Kong, Xina (dura)                       | Hong Kong        | 2 − 3    | Equador (2)     |
| Sakhovat Sport Servis, Taixkent, Uzbekistan (dura)                         | Uzbekistan (3)   | 3 − 1    | Estònia         |
| Tennis Club Lokomotiv, Plòvdiv, Bulgària (terra batuda)                    | Bulgària (4)     | 3 − 2    | El Salvador     |
| National Tennis Center, Bridgetown, Barbados (dura)                        | Barbados         | 3 − 1    | Pakistan (5)    |
| Stade Omnisport, Lomé, Togo (dura)                                         | Togo             | 4 − 0    | Letònia (6)     |
| Alex Metreveli Tennis Complex, Tbilisi, Geòrgia (dura)                     | Geòrgia          | 3 − 2    | Mèxic (7)       |
| Fly Palmy Arena, Palmerston North, Nova Zelanda (dura interior)            | Nova Zelanda (8) | 2 − 3    | Luxemburg       |
| Tennis Club de l'Avenir Sportif de la Marsa, Tunis, Tunísia (terra batuda) | Tunísia          | 3 − 2    | Irlanda (9)     |
| Palm Hills Sports Club, El Caire, Egipte (terra batuda interior)           | Líban (10)       | 3 − 1    | Sud-àfrica      |
| Royal Tennis Club, Marràqueix, Marroc (terra batuda interior)              | Marroc (11)      | 0 − 4    | Mònaco          |
| Las Palmas Country Club, Santa Cruz de la Sierra, Bolívia (terra batuda)   | Bolívia          | 1 − 3    | Uruguai (12)    |

### Fase de classificació
Dates: 2 i 4 de febrer de 2024
24 equips nacionals van participar en aquesta fase per classificar-se per les dotze places del Grup Mundial II, mentre que els dotze vençuts van disputar els respectius Grups Mundials III continentals. Equips classificats de la següent forma:
- 12 equips perdedors dels Grup Mundial II de l'edició anterior.
- 12 equips guanyadors dels Grups Mundials III continentals de l'edició anterior.
  - 3 provinents d'Europa.
  - 3 provinents d'Àsia/Oceania.
  - 3 provinents d'Amèrica.
  - 3 provinents d'Àfrica.

Els 12 equips guanyadors van accedir al Grup Mundial II mentre que els 12 vençuts van accedir als respectius Grups III continentals.
| Seu (superfície)                                                                | Equip local     | Resultat | Equip visitant  |
| ------------------------------------------------------------------------------- | --------------- | -------- | --------------- |
| Carrasco Lawn Tennis Club, Montevideo, Uruguai (terra batuda)                   | Uruguai (1)     | 3 − 2    | Moldàvia        |
| Guangzhou Development District International Tennis School, Canton, Xina (dura) | R.P. de la Xina | 3 − 2    | Eslovènia (2)   |
| Cité Nationale Sportive El Menzah, Tunis, Tunísia (dura)                        | Tunísia (3)     | 3 − 0    | Costa Rica      |
| Polideportivo de Ciudad Merliot, Santa Tecla, El Salvador (dura)                | El Salvador (4) | 4 − 0    | Pacific Oceania |
| Victoria Park Tennis Stadium, Hong Kong, Xina (dura)                            | Hong Kong (5)   | 3 − 1    | Zimbàbue        |
| Eric Bell National Tennis Centre, Kingston, Jamaica (dura)                      | Jamaica         | 2 − 3    | Barbados (6)    |
| National Tennis Centre, Nicòsia, Xipre (dura)                                   | Xipre           | 1 − 3    | Marroc (7)      |
| Hanaka Paris Ocean Park, Tu Son, Vietnam (dura)                                 | Vietnam         | 2 − 3    | Sud-àfrica (8)  |
| Stade Omnisport de Lomé, Lomé, Togo (dura)                                      | Togo            | 3 − 2    | Indonèsia (9)   |
| Club de Tenis La Paz, La Paz, Bolívia (terra batuda)                            | Bolívia (10)    | 4 − 0    | Tailàndia       |
| Shahid Shiroudi Stadium, Teheran, Iran (terra batuda)                           | Iran            | 1 − 3    | Estònia (11)    |
| Club Internacional de Tenis, Asunción, Paraguai (dura)                          | Paraguai        | 1 − 3    | Mònaco (12)     |

## Grup III

### Sector Àfrica
Les eliminatòries es van disputar entre els dies 15 i 20 de juliol de 2024 sobre pista dura al National Tennis Centre de Abuja (Nigèria). Els sis equips van disputar una lliga d'un sol grup, on els tres primers es van classificar per disputar la següent edició de la fase classificatòria del Grup Mundial II, mentre que els dos pitjors van descendir al grup IV del sector africà.
|               | Benín | Costa d'Ivori | Ghana | Namíbia | Nigèria | Zimbàbue | V − D | Partits | Pos. |
| Benín         |       | 2−1           | 3−0   | 0−3     | 0−3     | 1−2      | 2−3   | 6−9     | 4    |
| Costa d'Ivori | 1−2   |               | 0−3   | 0−3     | 0−3     | 0−3      | 0−5   | 1−14    | 6    |
| Ghana         | 0−3   | 3−0           |       | 1−2     | 1−2     | 1−2      | 1 4   | 6−9     | 5    |
| Namíbia       | 3−0   | 3−0           | 2−1   |         | 3−0     | 1−2      | 4−1   | 12−3    | 1    |
| Nigèria       | 3−0   | 3−0           | 2−1   | 0−3     |         | 2−1      | 4−1   | 10−5    | 2    |
| Zimbàbue      | 2−1   | 3−0           | 2−1   | 2−1     | 1−2     |          | 4−1   | 10−5    | 3    |

### Sector Amèrica
Les eliminatòries es van disputar entre els dies 17 i 22 de juny 2024 sobre terra batuda al Rakiura Resort de Luque (Paraguai). Els equips es van dividir en dos grups de quatre i cinc equips, on el primer de cada grup més el guanyador de l'enfrontament entre els dos segons, es van classificar per disputar la següent edició de la fase classificatòria del Grup Mundial II. El cinquè classificat i el perdedor de l'enfrontament entre els dos quarts de cada grup van descendir al grup IV del sector americà.
Grup A
|            | Bahames | Costa Rica | Paraguai | Veneçuela | V − D | Partits | Pos. |
| Bahames    |         | 1−2        | 0−3      | 0−3       | 0 − 3 | 1 − 8   | 4    |
| Costa Rica | 2−1     |            | 1−2      | 0−3       | 1 − 2 | 3 − 6   | 3    |
| Paraguai   | 3−0     | 2−1        |          | 2−1       | 3 − 0 | 7 − 2   | 1    |
| Veneçuela  | 3−0     | 3−0        | 1−2      |           | 2 − 1 | 7 − 2   | 2    |

Grup B
|                      | Bermudes | República Dominicana | Guatemala | Jamaica | Puerto Rico | V − D | Partits | Pos. |
| Bermudes             |          | 0−3                  | 2−1       | 2−1     | 0−3         | 2 − 2 | 4 − 8   | 4    |
| República Dominicana | 3−0      |                      | 2−1       | 2−1     | 3−0         | 4 − 0 | 10 − 2  | 1    |
| Guatemala            | 1−2      | 1−2                  |           | 1−2     | 0−3         | 0 − 4 | 3 − 9   | 5    |
| Jamaica              | 1−2      | 1−2                  | 2−1       |         | 2−1         | 2 − 2 | 6 − 6   | 3    |
| Puerto Rico          | 3−0      | 0−3                  | 3−0       | 1−2     |             | 2 − 2 | 7 − 5   | 2    |

Play-offs
| Ronda       | Subronda     | Equip A    | Resultat | Equip B              |
| ----------- | ------------ | ---------- | -------- | -------------------- |
| Ascens      | Primer/Segon | Paraguai   | 0 − 2    | República Dominicana |
| Ascens      | Promoció     | Veneçuela  | 2 − 0    | Puerto Rico          |
| Cinquè/Sisè |              | Costa Rica | 2 − 0    | Bermudes             |
| Descens     | Promoció     | Bahames    | 0 − 2    | Jamaica              |
| Descens     | Novè         |            |          | Guatemala            |

### Sector Àsia/Oceania
Les eliminatòries es van disputar entre els dies 10 i 15 de juny de 2024 sobre pista dura al Jordan Tennis Federation d'Amman (Jordània). Els equips es van dividir en dos grups de cinc equips, on els guanyadors de cada grup més el guanyador de l'enfrontament entre els dos segons, es van classificar per disputar la següent edició de la fase classificatòria del Grup Mundial II, mentre que el pitjor de cada grup van descendir al grup IV del sector.
Grup A
|                | Aràbia Saudita | Indonèsia | Malàisia | Singapur | Vietnam | V − D | Partits | Pos. |
| Aràbia Saudita |                | 2−1       | 2−1      | 2−1      | 2−1     | 4 − 0 | 8 − 4   | 1    |
| Indonèsia      | 1−2            |           | 3−0      | 1−2      | 1−2     | 1 − 3 | 6 − 6   | 4    |
| Malàisia       | 1−2            | 0−3       |          | 0−3      | 2−1     | 1 − 3 | 3 − 9   | 5    |
| Singapur       | 1−2            | 2−1       | 3−0      |          | 1−2     | 2 − 2 | 7 − 3   | 3    |
| Vietnam        | 1−2            | 2−1       | 1−2      | 2−1      |         | 2 − 2 | 6 − 6   | 2    |

Grup B
|                 | Iran | Jordània | Pacific Oceania | Síria | Tailàndia | V − D | Partits | Pos. |
| Iran            |      | 0−3      | 2−1             | 0−3   | 0−3       | 1 − 3 | 2 − 10  | 4    |
| Jordània        | 3−0  |          | 3−0             | 1−2   | 0−3       | 2 − 2 | 7 − 5   | 3    |
| Pacific Oceania | 1−2  | 0−3      |                 | 0−3   | 0−3       | 0 − 4 | 1 − 11  | 5    |
| Síria           | 3−0  | 2−1      | 3−0             |       | 1−2       | 3 − 1 | 9 − 3   | 2    |
| Tailàndia       | 3−0  | 3−0      | 3−0             | 2−1   |           | 4 − 0 | 11 − 1  | 1    |

Play-offs
| Ronda       | Subronda     | Equip A        | Resultat | Equip B         |
| ----------- | ------------ | -------------- | -------- | --------------- |
| Ascens      | Primer/Segon | Aràbia Saudita | 1 − 2    | Tailàndia       |
| Ascens      | Promoció     | Vietnam        | 1 − 2    | Síria           |
| Cinquè/Sisè |              | Singapur       | 1 − 2    | Jordània        |
| Setè/Vuitè  |              | Indonèsia      | 2 − 1    | Iran            |
| Descens     |              | Malàisia       | 2 − 0    | Pacific Oceania |

### Sector Europa
Les eliminatòries es van disputar entre els dies 19 i 22 de juny 2024 sobre terra batuda al Tennis Club Bellevue de Ulcinj (Montenegro). Els equips es van dividir en un grups de tres equips i un de quatre, on el guanyador de cada grup més el guanyador de l'enfrontament entre els dos segons, es van classificar per disputar la següent edició de la fase classificatòria del Grup Mundial II, mentre que el quart classificat i el perdedor de l'enfrontament entre els dos tercers de cada grup van descendir al grup IV del sector europeu.
Grup A
|                    | Eslovènia | Macedònia del Nord | Montenegro | V − D | Partits | Pos. |
| Eslovènia          |           | 1−2                | 2−1        | 1 − 1 | 3 − 3   | 2    |
| Macedònia del Nord | 2−1       |                    | 0−3        | 1 − 1 | 2 − 4   | 3    |
| Montenegro         | 1−2       | 3−0                |            | 1 − 1 | 4 − 2   | 1    |

Grup B
|             | Azerbaidjan | Kosovo | Moldàvia | Xipre | V − D | Partits | Pos. |
| Azerbaidjan |             | 1−2    | 0−3      | 0−3   | 0 − 3 | 1 − 8   | 4    |
| Kosovo      | 2−1         |        | 0−3      | 0−3   | 1 − 2 | 2 − 7   | 3    |
| Moldàvia    | 3−0         | 3−0    |          | 1−2   | 2 − 1 | 7 − 2   | 2    |
| Xipre       | 3−0         | 3−0    | 2−1      |       | 3 − 0 | 8 − 1   | 1    |

Play-offs
| Ronda   | Subronda     | Equip A            | Resultat | Equip B     |
| ------- | ------------ | ------------------ | -------- | ----------- |
| Ascens  | Primer/Segon | Montenegro         | 1 − 2    | Xipre       |
| Ascens  | Promoció     | Eslovènia          | 2 − 1    | Moldàvia    |
| Descens | Promoció     | Macedònia del Nord | 2 − 0    | Kosovo      |
| Descens | Setè         |                    | −        | Azerbaidjan |

## Grup IV

### Sector Àfrica
Les eliminatòries es van disputar entre els dies 19 i 22 de juny de 2024 sobre pista dura a l'Academia de Tenis Kikuxi Villas Club de Luanda (Angola). Els equips es van dividir en dos grups de quatre equips, on els dos primers classificats de cada grup es van enfrontar per decidir els dos equips que es van classificar per disputar la següent edició de la fase classificatòria del Grup Mundial III, mentre que els pitjors de cada grup també es van enfrontar per decidir els dos equips que van descendir al grup V del sector.
Grup A
|         | Algèria | Angola | Camerun | Senegal | V − D | Partits | Pos. |
| Algèria |         | 3−0    | 3−0     | 0−3     | 2 − 1 | 6 − 3   | 2    |
| Angola  | 0−3     |        | 2−1     | 1−2     | 1 − 2 | 3 − 6   | 3    |
| Camerun | 0−3     | 1−2    |         | 1−2     | 0 − 3 | 2 − 7   | 4    |
| Senegal | 3−0     | 2−1    | 2−1     |         | 3 − 0 | 7 − 2   | 1    |

Grup B
|                | Burundi | R.D. del Congo | Kenya | Ruanda | V − D | Partits | Pos. |
| Burundi        |         | 2−1            | 2−1   | 3−0    | 3 − 0 | 7 − 2   | 1    |
| R.D. del Congo | 1−2     |                | 2−1   | 2−1    | 2 − 1 | 5 − 4   | 2    |
| Kenya          | 1−2     | 1−2            |       | 3−0    | 1 − 2 | 5 − 4   | 3    |
| Ruanda         | 0−3     | 1−2            | 0−3   |        | 0 − 3 | 1 − 8   | 4    |

Play-offs
| Ronda   | Equip A | Resultat | Equip B        |
| ------- | ------- | -------- | -------------- |
| Ascens  | Senegal | 2 − 0    | R.D. del Congo |
| Ascens  | Algèria | 2 − 1    | Burundi        |
| Descens | Angola  | 2 − 1    | Ruanda         |
| Descens | Camerun | 1 − 2    | Kenya          |

### Sector Amèrica
Les eliminatòries es van disputar entre els dies 22 i 27 de juliol 2024 sobre pista dura al National Racquet Centre de Tacarigua (Trinidad i Tobago). Els nou equips es van dividir en dos grups de quatre i cinc equips, on els dos primers de cada grup es va enfrontar en una eliminatòria per decidir els dos equips que es van classificar per la següent edició de la fase classificatòria del Grup Mundial III.
Grup A
|                   | Antigua i Barbuda | Aruba | Haití | Hondures | V − D | Partits | Pos. |
| Antigua i Barbuda |                   | 1−2   | 2−1   | 1−2      | 1 − 2 | 4 − 5   | 3    |
| Aruba             | 2−1               |       | 3−0   | 2−1      | 3 − 0 | 7 − 2   | 1    |
| Haití             | 1−2               | 0−3   |       | 0−3      | 0 − 3 | 1 − 8   | 4    |
| Hondures          | 2−1               | 1−2   | 3−0   |          | 2 − 1 | 6 − 3   | 2    |

Grup B
|                         | Cuba | Illes Verges Americanes | Nicaragua | Saint Lucia | Trinitat i Tobago | V − D | Partits | Pos. |
| Cuba                    |      | 2−1                     | 3−0       | 3−0         | 1−2               | 3 − 1 | 9 − 3   | 1    |
| Illes Verges Americanes | 1−2  |                         | 1−2       | 3−0         | 2−1               | 2 − 2 | 7 − 5   | 3    |
| Nicaragua               | 0−3  | 2−1                     |           | 2−1         | 2−1               | 3 − 1 | 6 − 6   | 2    |
| Saint Lucia             | 0−3  | 0−3                     | 1−2       |             | 0−3               | 0 − 4 | 1 − 11  | 5    |
| Trinitat i Tobago       | 2−1  | 1−2                     | 1−2       | 3−0         |                   | 2 − 2 | 7 − 5   | 4    |

Play-offs
| Ronda       | Equip A           | Resultat | Equip B                 |
| ----------- | ----------------- | -------- | ----------------------- |
| Ascens      | Aruba             | 2 − 0    | Nicaragua               |
| Ascens      | Hondures          | 2 − 1    | Cuba                    |
| Cinquè/Sisè | Antigua i Barbuda | 0 − 2    | Illes Verges Americanes |
| Setè/Vuitè  | Haití             | 2 − 1    | Trinitat i Tobago       |
| Novè        |                   |          | Saint Lucia             |

### Sector Àsia/Oceania
Les eliminatòries es van disputar entre els dies 10 i 13 de juliol de 2024 sobre pista dura al Morodok Techo National Sports Complex de Phnom Penh (Cambodja). Els equips es van dividir en dos grups de quatre equips, on els guanyadors de cada grup més el guanyador de l'enfrontament entre els dos segons, es van classificar per disputar la següent edició de la fase classificatòria del Grup Mundial III, mentre que el pitjor de cada grup van descendir al grup V del sector.
Grup A
|                     | Emirats Àrabs Units | Kirguizstan | Qatar | Sri Lanka | V − D | Partits | Pos. |
| Emirats Àrabs Units |                     | 0−3         | 0−3   | 0−3       | 0 − 3 | 0 − 9   | 4    |
| Kirguizstan         | 3−0                 |             | 1−2   | 1−2       | 1 − 2 | 5 − 4   | 3    |
| Qatar               | 3−0                 | 2−1         |       | 2−1       | 3 − 0 | 7 − 2   | 1    |
| Sri Lanka           | 3−0                 | 2−1         | 1−2   |           | 2 − 1 | 6 − 3   | 2    |

Grup B
|          | Cambodja | Iraq | Kuwait | Myanmar | V − D | Partits | Pos. |
| Cambodja |          | 3−0  | 1−2    | 3−0     | 2 − 1 | 7 − 2   | 2    |
| Iraq     | 0−3      |      | 0−3    | 3−0     | 1 − 2 | 3 − 6   | 3    |
| Kuwait   | 2−1      | 3−0  |        | 3−0     | 3 − 0 | 8 − 1   | 1    |
| Myanmar  | 0−3      | 0−3  | 0−3    |         | 0 − 3 | 0 − 9   | 4    |

Play-offs
| Ronda   | Equip A             | Resultat | Equip B  |
| ------- | ------------------- | -------- | -------- |
| Ascens  | Qatar               | 0 − 2    | Cambodja |
| Ascens  | Sri Lanka           | 2 − 0    | Kuwait   |
| Descens | Kirguizstan         | 2 − 1    | Myanmar  |
| Descens | Emirats Àrabs Units | 1 − 2    | Iraq     |

### Sector Europa
Les eliminatòries es van disputar entre els dies 12 i 15 de juny 2024 sobre pista dura al National Sport Park de Tirana (Albània). Els set equips es van dividir en dos grups de tres i quatre equips, on els dos primers de cada grup van disputar una eliminatòria creuada per decidir els dos equips que es van classificar per disputar la següent edició de la fase classificatòria del Grup Mundial III.
Grup A
|         | Albània | Armènia | Malta | V − D | Partits | Pos. |
| Albània |         | 0−3     | 0−3   | 0 − 2 | 0 − 6   | 3    |
| Armènia | 3−0     |         | 0−3   | 1 − 1 | 3 − 3   | 2    |
| Malta   | 3−0     | 3−0     |       | 2 − 0 | 6 − 0   | 1    |

Grup B
|               | Andorra | Islàndia | Liechtenstein | San Marino | V − D | Partits | Pos. |
| Andorra       |         | 2−1      | 1−2           | 1−2        | 1 − 2 | 4 − 5   | 3    |
| Islàndia      | 1−2     |          | 1−2           | 0−3        | 0 − 3 | 2 − 7   | 3    |
| Liechtenstein | 2−1     | 2−1      |               | 1−2        | 2 − 1 | 5 − 4   | 2    |
| San Marino    | 2−1     | 3−0      | 2−1           |            | 3 − 0 | 7 − 2   | 1    |

Play-offs
| Ronda       | Equip A | Resultat | Equip B       |
| ----------- | ------- | -------- | ------------- |
| Ascens      | Malta   | 2 − 0    | Liechtenstein |
| Ascens      | Armènia | 2 − 1    | San Marino    |
| Cinquè/Sisè | Albània | 2 − 1    | Andorra       |
| Setè        |         |          | Islàndia      |

## Grup V

### Sector Àfrica
Les eliminatòries es van disputar entre els dies 17 i 20 de juliol de 2024 sobre pista dura al National Tennis Centre de Gaborone (Botswana). Els quinze equips es van dividir en tres grups de quatre i un de tres equips. El primer classificats de cada grup es van enfrontar per decidir els dos equips que es van classificar per disputar la següent edició del Grup Mundial IV del sector.
Grup A
|          | Djibouti | Moçambic | Tanzània | V − D | Partits | Pos. |
| Djibouti |          | 0−3      | 0−3      | 0 − 2 | 0 − 6   | 3    |
| Moçambic | 3−0      |          | 2−1      | 2 − 0 | 5 − 1   | 1    |
| Tanzània | 3−0      | 1−2      |          | 1 − 1 | 4 − 2   | 2    |

Grup B
|            | Gabon | Seychelles | Sudan | Uganda | V − D | Partits | Pos. |
| Gabon      |       | 3−0        | 2−1   | 2−1    | 3 − 0 | 7 − 2   | 1    |
| Seychelles | 0−3   |            | 0−3   | 0−3    | 0 − 3 | 0 − 9   | 4    |
| Sudan      | 1−2   | 3−0        |       | 0−3    | 1 − 2 | 4 − 5   | 3    |
| Uganda     | 1−2   | 3−0        | 3−0   |        | 2 − 1 | 7 − 2   | 2    |

Grup C
|            | Botswana | Lesotho | Líbia | Madagascar | V − D | Partits | Pos. |
| Botswana   |          | 3−0     | 3−0   | 2−1        | 3 − 0 | 8 − 1   | 1    |
| Lesotho    | 0−3      |         | 2−1   | 0−3        | 1 − 2 | 2 − 7   | 3    |
| Líbia      | 0−3      | 1−2     |       | 0−3        | 0 − 3 | 1 − 8   | 4    |
| Madagascar | 1−2      | 3−0     | 3−0   |            | 2 − 1 | 7 − 2   | 2    |

Grup D
|                | Rep. del Congo | Etiòpia | Maurici | Mauritània | V − D | Partits | Pos. |
| Rep. del Congo |                | 0−3     | 0−3     | 0−3        | 0 − 3 | 0 − 9   | 4    |
| Etiòpia        | 3−0            |         | 0−3     | 3−0        | 2 − 1 | 6 − 3   | 2    |
| Maurici        | 3−0            | 3−0     |         | 3−0        | 3 − 0 | 9 − 0   | 1    |
| Mauritània     | 3−0            | 0−3     | 0−3     |            | 1 − 2 | 3 − 6   | 3    |

Play-offs
| Ronda          | Equip A    | Resultat | Equip B        |
| -------------- | ---------- | -------- | -------------- |
| Ascens         | Moçambic   | 1 − 2    | Maurici        |
| Ascens         | Gabon      | 2 − 1    | Botswana       |
| Cinquè/Sisè    | Uganda     | 0 − 2    | Madagascar     |
| Setè/Vuitè     | Tanzània   | 0 − 2    | Etiòpia        |
| Novè/Desè      | Sudan      | 0 − 2    | Lesotho        |
| Onzè/Dotzè     | Djibouti   | 0 − 3    | Mauritània     |
| Tretzè/Catorzè | Seychelles | 0 − 2    | Rep. del Congo |
| Quinzè         | Líbia      |          |                |

### Sector Àsia/Oceania
Les eliminatòries es van disputar entre els dies 20 i 23 de novembre de 2024 sobre pista dura al Bahrain Polytechnic de Isa Town (Bahrain). Els quinze equips es van dividir en tres grups de quatre i un de tres equips. El primer classificats de cada grup es van enfrontar per decidir els dos equips que es van classificar per disputar la següent edició del Grup Mundial IV del sector.
Grup A
|        | Brunei | Guam | Nepal | V − D | Partits | Pos. |
| Brunei |        | 1−2  | 0−3   | 0 − 2 | 1 − 5   | 3    |
| Guam   | 2−1    |      | 1−2   | 1 − 1 | 3 − 3   | 2    |
| Nepal  | 3−0    | 2−1  |       | 2 − 0 | 5 − 1   | 1    |

Grup B
|              | Filipines | Macau | Mongòlia | Turkmenistan | V − D | Partits | Pos. |
| Filipines    |           | 3−0   | 3−0      | 3−0          | 3 − 0 | 9 − 0   | 1    |
| Macau        | 0−3       |       | 3−0      | 1−2          | 1 − 2 | 4 − 5   | 3    |
| Mongòlia     | 0−3       | 0−3   |          | 1−2          | 0 − 3 | 1 − 8   | 4    |
| Turkmenistan | 0−3       | 2−1   | 2−1      |              | 2 − 1 | 4 − 5   | 2    |

Grup C
|                                | Bhutan | Illes Mariannes Septentrionals | Laos | Maldives | V − D | Partits | Pos. |
| Bhutan                         |        | 0−3                            | 0−3  | 2−1      | 1 − 2 | 2 − 7   | 3    |
| Illes Mariannes Septentrionals | 3−0    |                                | 3−0  | 3−0      | 3 − 0 | 9 − 0   | 1    |
| Laos                           | 3−0    | 0−3                            |      | 2−1      | 2 − 1 | 5 − 4   | 2    |
| Maldives                       | 1−2    | 0−3                            | 1−2  |          | 0 − 3 | 2 − 7   | 4    |

Grup D
|             | Bahrain | Bangladesh | Iemen | Tadjikistan | V − D | Partits | Pos. |
| Bahrain     |         | 3−0        | 3−0   | 3−0         | 3 − 0 | 9 − 0   | 1    |
| Bangladesh  | 0−3     |            | 2−1   | 3−0         | 2 − 1 | 5 − 4   | 2    |
| Iemen       | 0−3     | 1−2        |       | 3−0         | 1 − 2 | 4 − 5   | 3    |
| Tadjikistan | 0−3     | 0−3        | 0−3   |             | 0 − 3 | 0 − 9   | 4    |

Play-offs
| Ronda         | Equip A      | Resultat    | Equip B                        |
| ------------- | ------------ | ----------- | ------------------------------ |
| Ascens        | Nepal        | 2 − 0       | Bahrain                        |
| Ascens        | Filipines    | 2 − 1       | Illes Mariannes Septentrionals |
| Cinquè/Vuitè  | Guam         | 3 − 0       | Bangladesh                     |
| Cinquè/Vuitè  | Turkmenistan | 1 − 2       | Laos                           |
| Novè/Dotzè    | Brunei       | 0 − 3       | Iemen                          |
| Novè/Dotzè    | Macau        | 2 − 1       | Bhutan                         |
| Tretzè/Quinzè | Mongòlia     | 1 − 2       | Maldives                       |
| Tretzè/Quinzè |              | Tadjikistan |                                |

## Resum
| Grup         | Grup      | Països |
| ------------ | --------- | --- |
| Grup Mundial | Campió    | Itàlia |
| Grup Mundial | Finalista | Països Baixos |
| Grup III     | Ascens    | Aràbia Saudita, República Dominicana, Eslovènia, Montenegro, Namíbia, Nigèria, Paraguai, Síria, Tailàndia, Veneçuela, Xipre, Zimbàbue |
| Grup III     | Descens   | Azerbaidjan, Bahames, Costa d'Ivori, Ghana, Guatemala, Kosovo, Malàisia, Pacific Oceania                                              |
| Grup IV      | Ascens    | Algèria, Armènia, Aruba, Cambodja, Hondures, Malta, Senegal, Sri Lanka                                                                |
| Grup IV      | Descens   | Camerun, Emirats Àrabs Units, Myanmar, Ruanda                                                                                         |
| Grup V       | Ascens    | Filipines, Gabon, Maurici, Nepal |